# Austrophorocera aequalis
Austrophorocera aequalis là một loài ruồi trong họ Tachinidae.